# ولودیمیر سوسیورا
ولودیمیر سوسیورا (اوکراینی: Володимир Сосюра؛ ۶ ژانویه ۱۸۹۸ – ۸ ژانویهٔ ۱۹۶۵) نویسنده، شاعر، و مترجم اهل بوریسپیل بود.
وی همچنین برندهٔ جوایزی همچون نشان پرچم سرخ کار، نشان لنین، و نشان پرچم سرخ شده‌است.